# 고륜화효공주
고륜화효공주(固倫和孝公主, 1775년 2월 2일~1823년 10월 13일)는 건륭제의 막내딸이자 가장 총애하는 자녀로, 자금성 익곤궁 돈비 왕씨의 딸이다. 10번째 공주였기 때문에 10공주 아이신기오로씨라고도 불렀다.

## 출생
건륭 40년 1월 3일 (1775년 2월 2일), 익곤궁에서 돈비 왕씨의 소생으로, 돈비 왕씨의 유일한 자식이자, 건륭제의 10번째 딸이었다. 당시 65세였던 건륭제는, 생존해 있던 아들들은 대부분 장가를 갔고, 딸들은 44세였던 셋째 고륜화경공주와 17살이었던 아홉째 화석화각공주뿐이었다. (19살이 된 황7녀 고륜화정공주도 있었지만, 그녀는 황10녀가 태어난지 며칠 지나지 않아서 병사하였다.)
또한 10공주는 건륭제를 닮은 용모와 강직한 성격때문에 남장을 하고 아버지를 따라 사냥을 하고, 과감하게 활을 당겨 화살을 쏘았다. 이러한 모습을 본 건륭제는, "너가 황자였다면, 너를 태자로 세웠을텐데" 라면서 개탄하였다고 한다. 보통, 후궁 소생의 공주들은 화석공주 (군왕과 같은 지위)로, 황후 소생의 공주들은 고륜공주 (친왕과 같은 지위)로 봉하는데, 화효공주가 10살이 되던 해에 화석공주에 봉한 후, 12살이 되던 해에, 파격적으로 고륜공주로 봉하고, 시집가기 전에 금정가마를 탈수 있다는 점을 보아, 건륭제의 애정은 대단했다.

## 결혼 후의 생애
건륭 54년 11월, 화효공주가 권신 화신의 장남 풍신은덕에게 하가했다. 《소정속록》이라는 책에 따르면, 10공주가 화신의 행적을 일찍이 전해 들은 바가 있으며, 남편에게 자주 "황제인 아버지의 은혜를 받고 갚지 않았으나, 뇌물을 받으면 걱정이 될 것이다. 부를 잃을까봐 두렵다면 피곤할 것이다." 라고 말했다. 이를 보아 공주의 식견이 매우 높았음을 알 수 있다.
그리고 어느 겨울날 오전, 동심이 가득한 풍신은덕과 가복은 눈 속에서 우연히 기와를 꽂고 발절신을 하였다. 화효공주는 이를 보고 화가나서 "관례를 치룬지거 언제인데, 아직도 어린아이처럼 행동하냐"라면 꾸짖었다. 풍신은덕이 이를 보고 즉시 무릎을 꿇고 급히 사과하자, 결국 공주는 그를 일으켜 세우더니 부드럽게 말했다. 그만큼 공주는 여러 해 동안 건륭제의 사랑을 듬뿍 받았으나,총애를 믿고 교만하지 않았고, 대내외적으로 유능하고 대범했고, 가경제도 그녀를 각별히 아꼈다. 가경제는 자신이 아끼는 동생이 화신의 며느리가 된다는 사실을 알고, 가슴이 아파 잠을 이루지 못했다고한다. 화신이 탄핵을 당하자, 화부(화신의 저택)의 절반과 유산을 남겨 10공주에게 주었고, 또 그녀가 원했던 풍신은덕을 용서하고 화신의 시신을 온전하게 넘겨주었다. 게다가 가경제는 가경 15년에 내무부에 명하여 화효공주를 위하여 원침을 건설하였는데, 또한 그녀가 부지에 들어가지 않았음을 알았고, 가경 19년에 은 6천냥을 특상하였고, 지출을 보충하기 위해 그녀가 빚을 내서 이자를 받도록 허락하였다.
화효공주와 풍신은덕은 결혼 후 금슬이 좋아, 아들 (건륭 58~60년 사이 출생)을 낳았는데, 아이가 가경 2년에 요절한 후로는 아이를 낳지 못하였다. 공주는 집안의 대가 끊길 것을 염려해, 남편에게 여러 차례 첩을 둘 것을 권유하였는데, 처음에는 풍신은덕이 공주가 자신을 떠보려줄 알고는 거절하였지만, 공주가 자신을 위한 깊은 정을 깨닫고 비로서 첩을 들여서 근심을 풀게 하였다.
안타깝게도, 풍신은덕은 평생 두명의 딸만 낳았는데, 그가 사망했을 때 그의 딸들은 각각 11살과 5살밖에 되지 않았다. 가경제는 풍신은덕이 병사하자, 자신의 누이동생이 의지할 수 있도록 은 5천냥을 하사하고, 양자인 복은(福恩)을 후손으로 삼아 화효공주가 신조에게 남긴 경차도위의 직을 세습하게 하였다.
한편, 도광제는 도광 원년에 친히 유지를 내려, 신피초의 「恆升當」를 공주에게 돌려주도록 하였다. 화효공주는 먼저 화신이 탄핵을 받아 사형을 받은 후, 몸이 약하고 병이 많은 남편을 대신하여 10여 년 동안 집안일을 처리하였다. "내외는 엄숙하고, 소강에게 의지한다"
공주는 풍신은덕이 병사하고 10여 년 후인, 도광 3년 9월 10일에 49세의 일기로 사망하자, 도광제가 직접 영전에 제사를 지냈다.
화효공주의 무덤은 베이징시 하이뎬구 동북쪽 경계에 있는 융평향에 있는 300명도 채 안되는 작은 마을에 있다.